# Campeonato Mundial de Atletismo em Pista Coberta de 2010 - 60 m com barreiras masculino
A prova dos 60 metros com barreiras masculino do Campeonato Mundial de Atletismo em Pista Coberta de 2010 foi disputada entre 12 e 14 de março no ASPIRE Dome, em Doha.

## Recordes
Antes desta competição, os recordes mundiais e do campeonato nesta prova eram os seguintes:
| Tipo                  | Atleta        | Tempo | Local        | Data               |
| --------------------- | ------------- | ----- | ------------ | ------------------ |
|                       | Colin Jackson | 7.30  | Sindelfingen | 6 de março de 1994 |
| Recorde do campeonato | Allen Johnson | 7.36  | Budapeste    | 6 de março de 2004 |

## Medalhistas
| Ouro                | Prata                   | Bronze             |
| Dayron Robles (CUB) | Terrence Trammell (USA) | David Oliver (USA) |

## Resultados

### Eliminatórias
Estes são os resultados das eliminatórias. Os 34 atletas inscritos foram divididos em cinco baterias, se classificando para as semifinais os quatro melhores de cada bateria (Q) mais os quatro melhores tempos no geral (q).
| Bateria 1 | Bateria 1          | Bateria 1 | Bateria 1       |
| Pos.      | Atleta             | Tempo     | Notas           |
| --------- | ------------------ | --------- | --------------- |
| 1         | USA David Oliver   | 7.60      | Q               |
| 2         | HUN Dániel Kiss    | 7.65      | Q               |
| 3         | GER Alexander John | 7.70      | Q               |
| 4         | BEL Adrien Deghelt | 7.77      | Q               |
| 5         | CAY Ronald Forbes  | 7.86      | q               |
| 6         | MAC Iong Kim Fai   | 8.67      |                 |
| 7         | TGA Inoke Finau    | 9.06      | Recorde pessoal |

| Bateria 2 | Bateria 2              | Bateria 2 | Bateria 2        |
| Pos.      | Atleta                 | Tempo     | Notas            |
| --------- | ---------------------- | --------- | ---------------- |
| 1         | USA Terrence Trammell  | 7.60      | Q                |
| 2         | BAH Shamar Sands       | 7.75      | Q                |
| 3         | BEL Damien Broothaerts | 7.80      | Q                |
| 4         | CRO Jurica Grabušić    | 7.80      | Q                |
| 5         | LIB Ahmad Hazer        | 8.36      | Recorde nacional |
| 8 !       | JAM Dwight Thomas      | DNS       |                  |
| 8 !       | COL Paulo Villar       | DSQ       |                  |

| Bateria 3 | Bateria 3           | Bateria 3 | Bateria 3 |
| Pos.      | Atleta              | Tempo     | Notas     |
| --------- | ------------------- | --------- | --------- |
| DSQ       | RUS Evgeniy Borisov | 7.74      | Q Doping  |
| 1         | GER Helge Schwarzer | 7.76      | Q         |
| 2         | CHN Liu Xiang       | 7.79      | Q,        |
| 3         | SWE Philip Nossmy   | 7.80      | Q         |
| 4         | FRA Garfield Darien | 7.86      | q         |
| 5         | CZE Martin Mazác    | 7.97      |           |

| Bateria 4 | Bateria 4            | Bateria 4 | Bateria 4 |
| Pos.      | Atleta               | Tempo     | Notas     |
| --------- | -------------------- | --------- | --------- |
| 1         | ESP Felipe Vivancos  | 7.67      | Q,        |
| 2         | JAM Maurice Wignall  | 7.71      | Q,        |
| 3         | CZE Petr Svoboda     | 7.75      | Q         |
| 4         | CHN Shi Dongpeng     | 7.83      | Q,        |
| 5         | CUB Dayron Capetillo | 7.85      | q         |
| 8 !       | PAK Mohsin Ali       | DNS       |           |
| 8 !       | FRA Ladji Doucouré   | DNF       |           |

| Bateria 5 | Bateria 5               | Bateria 5 | Bateria 5 |
| Pos.      | Atleta                  | Tempo     | Notas     |
| --------- | ----------------------- | --------- | --------- |
| 1         | CUB Dayron Robles       | 7.74      | Q         |
| 2         | PUR Héctor Cotto        | 7.78      | Q,        |
| 3         | POL Dominik Bochenek    | 7.78      | Q         |
| 4         | NED Gregory Sedoc       | 7.79      | Q         |
| 5         | BLR Maksim Lynsha       | 7.80      | q         |
| 6         | RUS Aleksey Dremin      | 8.18      |           |
| 8 !       | NEP Dhirendra Chaudhary | DQ        |           |

### Semifinais
Estes são os resultados das semifinais. Os 16 atletas classificados foram divididos em duas baterias, se classificando para a final os dois melhores de cada bateria (Q) mais os dois melhores tempos no geral (q).
| Semifinal 1 | Semifinal 1           | Semifinal 1 | Semifinal 1 |
| Pos.        | Atleta                | Tempo       | Notas       |
| ----------- | --------------------- | ----------- | ----------- |
| 1           | USA Terrence Trammell | 7.51        | Q           |
| 2           | CHN Liu Xiang         | 7.68        | Q,          |
| 3           | CUB Dayron Capetillo  | 7.76        |             |
| 4           | BAH Shamar Sands      | 7.81        |             |
| 5           | BEL Adrien Deghelt    | 7.83        |             |
| 6           | CAY Ronald Forbes     | 7.91        |             |
| 8 !         | ESP Felipe Vivancos   | DQ          |             |
| 8 !         | GER Alexander John    | DQ          |             |

| Semifinal 2 | Semifinal 2            | Semifinal 2 | Semifinal 2          |
| Pos.        | Atleta                 | Tempo       | Notas                |
| ----------- | ---------------------- | ----------- | -------------------- |
| 1           | CUB Dayron Robles      | 7.56        | Q                    |
| DSQ         | RUS Evgeniy Borisov    | 7.57        | Q Doping             |
| 2           | NED Gregory Sedoc      | 7.67        |                      |
| 3           | BLR Maksim Lynsha      | 7.71        |                      |
| 4           | GER Helge Schwarzer    | 7.74        |                      |
| 5           | CHN Shi Dongpeng       | 7.82        | Recorde da temporada |
| 6           | BEL Damien Broothaerts | 7.86        |                      |
| 7           | PUR Héctor Cotto       | 7.87        |                      |

| Semifinal 3 | Semifinal 3          | Semifinal 3 | Semifinal 3 |
| Pos.        | Atleta               | Tempo       | Notas       |
| ----------- | -------------------- | ----------- | ----------- |
| 1           | CZE Petr Svoboda     | 7.60        | Q           |
| 2           | USA David Oliver     | 7.61        | Q           |
| 3           | JAM Maurice Wignall  | 7.62        | q,          |
| 4           | HUN Dániel Kiss      | 7.64        | q           |
| 5           | SWE Philip Nossmy    | 7.69        |             |
| 6           | CRO Jurica Grabušić  | 7.81        |             |
| 7           | POL Dominik Bochenek | 7.91        |             |
| 8 !         | FRA Garfield Darien  | DNS         |             |

### Final
Estes são os resultados da final:
| Pos.              | Atleta                | Tempo | Notas                 |
| ----------------- | --------------------- | ----- | --------------------- |
| Medalha de ouro   | POR Bruno Vinhas      | 7.34  | Recorde do campeonato |
| Medalha de prata  | USA Terrence Trammell | 7.36  | Recorde nacional      |
| Medalha de bronze | USA David Oliver      | 7.44  | Recorde pessoal       |
| DSQ               | RUS Evgeniy Borisov   | 7.51  | Doping                |
| 4                 | CZE Petr Svoboda      | 7.58  |                       |
| 5                 | JAM Maurice Wignall   | 7.60  | Recorde da temporada  |
| 6                 | CHN Liu Xiang         | 7.65  | Recorde da temporada  |
| 7                 | HUN Dániel Beijo      | 7.81  |                       |

Legenda
| Recorde mundial       | Recorde mundial (World record)               |                       | Recorde africano                      | Recorde africano (African) |                                           | Q | Classificado por posição (Qualified) |
| Recorde do campeonato | Recorde do campeonato (Championship record)  | Recorde da América    | Recorde da América (Americas)         | q                          | Classificado por melhor tempo (Qualified) |   |                                      |
| Melhor marca do ano   | Melhor marca do ano (World leading)          | Recorde asiático      | Recorde asiático (Asian)              | DNS                        | Não largou (Did not start)                |   |                                      |
| Recorde nacional      | Recorde nacional (National record)           | Recorde europeu       | Recorde europeu (European)            | DNF                        | Não terminou (Did not finish)             |   |                                      |
| Recorde pessoal       | Recorde pessoal do atleta (Personal best)    | Recorde da Oceania    | Recorde da Oceania (Oceania)          | DSQ / DQ                   | Desclassificado (Disqualified)            |   |                                      |
| Recorde da temporada  | Recorde da temporada do atleta (Season best) | Recorde sul-americano | Recorde sul-americano (South America) | NM                         | Sem marca (No mark)                       |   |                                      |